# 1927 no cinema

## Eventos
- 10 de janeiro - Estreia na Alemanha, o filme Metropolis, uma fantasia de ficção científica da autoria de Fritz Lang.
- 11 de março - Em Nova Iorque, o Roxy Theatre é aberto por Samuel Roxy Rothafel.
- 11 de maio - No banquete que assinalou a criação da Academy of Motion Picture Arts and Sciences, Louis B. Mayer, o patrão da MGM avança com a proposta de criação de um prémio anual, para distinguir o que de melhor se fizesse na indústria cinematográfica norte-americana.[1]
- 11 de maio - É fundada a Academia de Artes e Ciências Cinematográficas.
- 6 de outubro - Estreia no Warner Theater, em Nova Iorque, a película The Jazz Singer, protagonizada por Al Jolson que embora não tenha sido o primeiro filme falado, foi o primeiro grande sucesso comercial trazido pelo advento do cinema sonoro.
- Sem data definida - A dupla Stan Laurel e Oliver Hardy fazem seu primeiro filme juntos Slipping Wives surgiam O gordo e o Magro

## Principais filmes estreados
- The Divine Woman, de Victor Sjöström, com Greta Garbo
- The Jazz Singer, de Alan Crosland, com Al Jolson
- Jihi shincho, de Kenji Mizoguchi
- The King of Kings, de Cecil B. DeMille, com H. B. Warner
- Die Liebe der Jeanne Ney, de G. W. Pabst
- The Loves of Carmen, de Raoul Walsh, com Dolores Del Río e Victor McLaglen
- Metropolis, de Fritz Lang, com Gustav Fröhlich
- My Best Girl, de Sam Taylor, com Mary Pickford
- Oktyabr, de Sergei Eisenstein
- The Ring, de Alfred Hitchcock
- The Student Prince in Old Heidelberg, de Ernst Lubitsch, com Ramón Novarro e Norma Shearer
- Sunrise: A Song of Two Humans, de F. W. Murnau, com Janet Gaynor
- The Twenty-Four-Dollar Island, de Robert Flaherty
- Underworld, de Josef Von Sternberg
- The Unknown, de Tod Browning, com Lon Chaney e Joan Crawford
- Wings, de William A. Wellman, com Clara Bow e Gary Cooper

## Nascimentos
| Data            | Nome              | Profissão              | Nacionalidade   | Observações | Ref |
| --------------- | ----------------- | ---------------------- | --------------- | ----------- | --- |
| 7 de fevereiro  | Juliette Gréco    | cantora e atriz        | França          | m. 2020     |     |
| 20 de fevereiro | Sidney Poitier    | ator                   | Estados Unidos  | m. 2022     |     |
| 1 de março      | Harry Belafonte   | ator, cantor           | Estados Unidos  |             |     |
| 1 de março      | Ruy de Carvalho   | ator                   | Portugal        |             |     |
| 14 de março     | Mariana Villar    | actriz                 | Portugal        | m. 1998     |     |
| 14 de março     | Sérgio Viotti     | ator                   | Brasil          | m. 2009     |     |
| 13 de abril     | Maurice Ronet     | ator, escritor         | França          | m. 1983     |     |
| 20 de abril     | Miriam Pires      | atriz                  | Brasil          | m. 2004     |     |
| 6 de maio       | Ettore Manni      | ator                   | Itália          | m. 1979     |     |
| 13 de maio      | Herbert Ross      | cineasta               | Estados Unidos  | m. 2001     |     |
| 24 de maio      | Carvalhinho       | actor e humorista      | Brasil          | m. 2007     |     |
| 4 de junho      | Henning Carlsen   | cineasta               | Dinamarca       | m. 2014     |     |
| 23 de junho     | Bob Fosse         | cineasta               | Estados Unidos  | m. 1987     |     |
| 3 de julho      | Ken Russell       | cineasta               | Reino Unido     | m. 2011     |     |
| 4 de julho      | Gina Lollobrigida | atriz                  | Itália          | m. 2023     |     |
| 4 de julho      | Neil Simon        | dramaturgo, roteirista | Estados Unidos  | m. 2018     |     |
| 6 de julho      | Janet Leigh       | atriz                  | Estados Unidos  | m. 2004     |     |
| 15 de julho     | Carmen Zapata     | atriz                  | Estados Unidos  | m. 2014     |     |
| 23 de julho     | Gérard Brach      | roteirista             | França          | m. 2006     |     |
| 27 de julho     | Adelaide João     | atriz                  | Portugal        | m. 2021     |     |
| 11 de agosto    | Stuart Rosenberg  | realizador             | Estados Unidos  | m. 2007     |     |
| 27 de agosto    | António Reis      | cineasta               | Portugal        | m. 1991     |     |
| 8 de setembro   | Laura Alves       | atriz                  | Portugal        | m. 1986     |     |
| 13 de setembro  | Laura Cardoso     | atriz                  | Brasil          |             |     |
| 16 de setembro  | Peter Falk        | ator                   | Estados Unidos  | m. 2011     |     |
| 19 de setembro  | William Hickey    | ator                   | Estados Unidos  | m. 1997     |     |
| 14 de outubro   | Roger Moore       | ator                   | Reino Unido     | m. 2017     |     |
| 18 de outubro   | George C. Scott   | ator                   | Estados Unidos  | m. 1999     |     |
| 31 de outubro   | Lee Grant         | atriz                  | Estados Unidos  |             |     |
| 20 de novembro  | Estelle Parsons   | atriz                  | Estados Unidos  |             |     |
| 20 de novembro  | Mikhail Ulyanov   | actor                  | União Soviética | m. 2007     |     |

## Mortes
| Data | Nome | Profissão | Nacionalidade | Observações | Ref |
| ---- | ---- | --------- | ------------- | ----------- | --- |